# Friona varipes
Friona varipes är en stekelart som beskrevs av Cameron 1903. Friona varipes ingår i släktet Friona och familjen brokparasitsteklar. Inga underarter finns listade i Catalogue of Life.